# Artikel 11 van het Europees Verdrag voor de Rechten van de Mens
Artikel 11 van het Europees Verdrag voor de Rechten van de Mens regelt de vrijheid van vergadering en vereniging. Dit omvat ook het recht om een vakvereniging op de richten. Net als andere grondrechten bevat ook dit artikel uit het Europees Verdrag voor de Rechten van de Mens een beperkingsclausule. Deze houdt in dat de vrijheid van vergadering en vereniging beperkt kan worden, mits dit "bij wet voorzien" is en "noodzakelijk in een democratische samenleving" met het oog op legitieme doelstellingen.

## Tekst
Artikel 11

1. Een ieder heeft recht op vrijheid van vreedzame vergadering en op vrijheid van vereniging, met inbegrip van het recht met anderen vakverenigingen op te richten en zich bij vakverenigingen aan te sluiten voor de bescherming van zijn belangen.

2. De uitoefening van deze rechten mag aan geen andere beperkingen worden onderworpen dan die, die bij de wet zijn voorzien en die in een democratische samenleving noodzakelijk zijn in het belang van de nationale veiligheid, de openbare veiligheid, het voorkomen van wanordelijkheden en strafbare feiten, voor de bescherming van de gezondheid of de goede zeden of de bescherming van de rechten en vrijheden van anderen. Dit artikel verbiedt niet dat rechtmatige beperkingen worden gesteld aan de uitoefening van deze rechten door leden van de krijgsmacht, van de politie of van het ambtelijk apparaat van de Staat.

## Jurisprudentie
- EHRM 13-02-2003 Welvaartspartij/Turkije

Artikel 1 · Artikel 2 · Artikel 3 · Artikel 4 · Artikel 5 · Artikel 6 · Artikel 7 · Artikel 8 · Artikel 9 · Artikel 10 · Artikel 11 · Artikel 12 · Artikel 13 · Artikel 14 · Artikel 15 · Artikel 16 · Artikel 17 · Artikel 18 · Protocollen